# NGC 6048
NGC 6048 é uma galáxia elíptica (E) localizada na direcção da constelação de Ursa Minor. Possui uma declinação de +70° 41' 20" e uma ascensão recta de 15 horas, 57 minutos e 30,2 segundos.
A galáxia NGC 6048 foi descoberta em 6 de Maio de 1791 por William Herschel.